# 志贺政司
志贺政司（日语：／ Shiga Masashi，1939年1月28日—），日本前男子篮球运动员。他曾代表日本参加1960年夏季奥运会和1964年夏季奥运会男子篮球比赛。他也参加了1962年亚洲运动会，获得一枚银牌。